# Tiryns
 Der er for få eller ingen kildehenvisninger i denne artikel, hvilket er et problem. Du kan hjælpe ved at angive troværdige kilder til de påstande, som fremføres i artiklen.

Tiryns (oldgræsk: Τίρυνς, græsk: Τίρυνθα) er et mykensk arkæologisk udgravningssted på Peloponnes i Grækenland. Oldtidsbyen ligger sydøst for Mykene, nogle kilometer nord for byen Nauplion, i den græske region Argolis. Sammen med Mykene var Tiryns et vigtig centrum for mykensk kultur.
I 1884-1885 blev byen opdaget og udgravet af Heinrich Schliemann.